# Назаревич, Витольд
Д-р Витольд (Витек) Назаревич (англ. Witold (Witek) Nazarewicz; род. 26 декабря 1954, Варшава, Польша) — ядерный физик, в настоящее время преподает в университете штата Теннесси Также является научным руководителем Holifield Radioactive Ion Beam Facility в Oak Ridge National Laboratory. , работает также в Варшавском университете. Получил докторскую степень по физике в Технологическом институте Варшаве в 1981 году и имеет звание ординарного профессора в Польше.
Доктор Назаревич дважды был показан в Нью-Йорк таймс, впервые 1 февраля 2004 года в статье об открытии химических элементов 113 и 115, а второй раз 17 октября 2006 года в статье об открытии спорного элемента унуноктия, химического элемента с атомным номером 118.
Его биография на сайте университета Теннесси с 1999 года показывает, что он соавтор более 225 научных работ, является одним из наиболее цитируемых физиков в мире. Доктор Назаревич совместно издал несколько книг, в том числе Ядерные Проблемы Многих Тел 2001.
В 2012 году он был награждён премией Тома Боннера в области ядерной физики.

## Публикации

### Книги
- «Zbi´or Zada´n z Fizyki», M. Marczewski andW. Nazarewicz, Wydawnictwa Politechniki Warszawskiej, 1980.  (пол.)
- «Nuclear StructureModels», R. Bengtsson, J. Draayer, andW. Nazarewicz, World Scientific, Singapore, 1993, ISBN 981-02-1131-7  (англ.)
- «The Nuclear Many-Body Problem 2001», W. Nazarewicz and D.Vretenar, Kluwer Academic Publishers, NATO Science Series II, Vol.53. ISBN 1-4020-0462-1 (англ.)
- «The 4th International Conference on Exotic Nuclei and Atomic Masses, ENAM 2004», C.J. Gross, W. Nazarewicz, and K.P. Rykaczewski, SIF and Springer-Verlag, Berlin Heidelberg 2005, ISBN 3-540-28441-9, ISBN 978-5-540-28441-3 (англ.)
- «Topical Issue on the Fifth International Conference on Exotic Nuclei and Atomic Masses ENAM’08,» edited by J. ¨ Ayst¨o, W. Nazarewicz, M. Pf¨utzner, and C. Signorini, Eur. Phys. J. A 42, No. 3, 2009. (англ.)

### Отзывы
- «Nuclear Shapes in Mean Field Theory», S. ˚Aberg, H. Flocard and W.Nazarewicz, Annu. Rev. Nucl. Part. Sci. 40 (1990) 439 (англ.)
- «Coexistence in Even-Mass Nuclei», J.L.Wood, K. Heyde,W. Nazarewicz, M. Huyse and P. van Duppen, Phys. Rep. 215 (1992) 101 (англ.)
- «Identical Bands in Normally Deformed and Superdeformed Nuclei», C. Baktash, B. Haas, and W. Nazarewicz, Annu. Rev. Nucl. Part. Sci. 45, 485 (1995) (англ.)
- «Intrinsic Reflection Asymmetry in Atomic Nuclei», P. Butler and W. Nazarewicz, Rev. Mod. Phys. 68, 349 (1996)
- «Nuclear Deformations», W. Nazarewicz and I. Ragnarsson, in Hand-book of Nuclear Properties, ed. by D.N. Poenaru and W. Greiner, (Clarendon Press, Oxford), 1996, p. 80. (англ.)
- «The Nuclear Collective Motion», W, Nazarewicz, An Advanced Course in Modern Nuclear Physics, ed. by J.M. Arias and M. Lozano, (Lecture Notes in Physics, Springer Berlin, 2001), p. 102. (англ.)
- «Calculation of Nuclear Quadrupole Coupling Constants», Peter Schwerdtfeger, Markus Pernpointner, and Witold Nazarewicz, in Quantum Chemical Calculation of Magnetic Resonance Properties, ed. by M.Kaupp, M. Buehl, and V.G. Malkin (Wiley-VCH, 2003), Chapter 17, p. 279. (англ.)
- «Shell model in the complex energy plane», N. Michel, W. Nazarewicz, M. Ploszajczak, and T. Vertse, J. Phys. G (Topical Review) 36, 013101 (2009). (англ.)
- «Hartree-Fock-Bogoliubov solution of the pairing Hamiltonian in finite nuclei», J. Dobaczewski and W. Nazarewicz; in 50 Years of Nuclear BCS, ed. by R. A. Broglia and V. Zelevinski (World Scientific, 2012); arXiv:1206.2600 (2012) (англ.)